# Bremeria
Bremeria là một chi thực vật có hoa trong họ Thiến thảo (Rubiaceae).

## Loài
Chi Bremeria gồm các loài:
- Bremeria arachnocarpa  (Wernham) A.P.Davis & Razafim.[2] - Madagascar
- Bremeria decaryi (Homolle) Razafim. & Alejandro[3] - Madagascar
- Bremeria erectiloba (Wernham) Razafim. & Alejandro[3] - Madagascar
- Bremeria eriantha  (A.Rich.) A.P.Davis & Razafim.[2] - Madagascar
- Bremeria fuscopilosa (Baker) Razafim. & Alejandro[3] - Madagascar
- Bremeria humblotii (Wernham) Razafim. & Alejandro[3] - Madagascar
- Bremeria hymenopogonoides (Baker) Razafim. & Alejandro[3] - Madagascar
- Bremeria landia (Poir.) Razafim. & Alejandro[3] - Mauritius + Réunion
  - Bremeria landia var. holosericea (Sm.) A.P.Davis & Razafim.[2] - Mauritius + Réunion
  - Bremeria landia var. landia - Mauritius + Réunion
  - Bremeria landia var. stadmanii (Michx. ex DC.) A.P.Davis & Razafim.[2] - Mauritius
- Bremeria latisepala (Homolle) Razafim. & Alejandro[3] - Madagascar
- Bremeria monantha (Wernham) Razafim. & Alejandro[3] - Madagascar
- Bremeria perrieri (Homolle) Razafim. & Alejandro[3] - Madagascar
- Bremeria pervillei (Wernham) Razafim. & Alejandro[3] - Madagascar
- Bremeria pilosa (Baker) Razafim. & Alejandro - Madagascar
- Bremeria punctata (Drake) Razafim. & Alejandro[3] - Madagascar
- Bremeria scabrella  (Wernham) A.P.Davis & Razafim.[2] - Madagascar
- Bremeria scabridior (Wernham) Razafim. & Alejandro[3] - Madagascar
- Bremeria trichophlebia (Baker) Razafim. & Alejandro[3] - Madagascar
- Bremeria vestita (Baker) Razafim. & Alejandro[3] - Madagascar